# Oecobius
Oecobius is een  spinnengeslacht uit de familie der spiraalspinnen (Oecobiidae). 
Het geslacht omvat de volgende soorten.

## Soorten
- Oecobius achimota Shear & Benoit, 1974
- Oecobius aculeatus Wunderlich, 1987
- Oecobius affinis O. P.-Cambridge, 1872
- Oecobius agaetensis Wunderlich, 1992
- Oecobius albipunctatus O. P.-Cambridge, 1872
- Oecobius alhoutyae Wunderlich, 1995
- Oecobius amboseli Shear & Benoit, 1974
- Oecobius annulipes Lucas, 1846
- Oecobius ashmolei Wunderlich, 1992
- Oecobius beatus Gertsch & Davis, 1937
- Oecobius bracae Shear, 1970
- Oecobius brachyplura (Strand, 1913)
  - Oecobius brachyplura demaculata (Strand, 1914)
- Oecobius caesaris Wunderlich, 1987
- Oecobius cambridgei Wunderlich, 1995
- Oecobius camposi Wunderlich, 1992
- Oecobius cellariorum (Dugès, 1836)
- Oecobius chiasma Barman, 1978
- Oecobius civitas Shear, 1970
- Oecobius concinnus Simon, 1893
- Oecobius culiacanensis Shear, 1970
- Oecobius cumbrecita Wunderlich, 1987
- Oecobius depressus Wunderlich, 1987
- Oecobius dolosus Wunderlich, 1987
- Oecobius doryphorus Schmidt, 1977
- Oecobius eberhardi Santos & Gonzaga, 2008
- Oecobius erjosensis Wunderlich, 1992
- Oecobius fortaleza Wunderlich, 1992
- Oecobius fuerterotensis Wunderlich, 1992
- Oecobius furcula Wunderlich, 1992
- Oecobius gomerensis Wunderlich, 1979
- Oecobius hayensis Wunderlich, 1992
- Oecobius hidalgoensis Wunderlich, 1992
- Oecobius hierroensis Wunderlich, 1987
- Oecobius hoffmannae Jiménez & Llinas, 2005
- Oecobius idolator Shear & Benoit, 1974
- Oecobius iguestensis Wunderlich, 1992
- Oecobius incertus Wunderlich, 1995
- Oecobius infierno Wunderlich, 1987
- Oecobius interpellator Shear, 1970
- Oecobius isolatoides Shear, 1970
- Oecobius isolatus Chamberlin, 1924
- Oecobius juangarcia Shear, 1970
- Oecobius lampeli Wunderlich, 1987
- Oecobius latiscapus Wunderlich, 1992
- Oecobius linguiformis Wunderlich, 1995
- Oecobius longiscapus Wunderlich, 1992
- Oecobius machadoi Wunderlich, 1995
- Oecobius maculatus Simon, 1870
- Oecobius marathaus Tikader, 1962
- Oecobius marcosensis Wunderlich, 1992
- Oecobius maritimus Wunderlich, 1987
- Oecobius minor Kulczynski, 1909
- Oecobius nadiae (Spassky, 1936)
- Oecobius navus Blackwall, 1859
  - Oecobius navus hachijoensis Uyemura, 1965
- Oecobius palmensis Wunderlich, 1987
- Oecobius pasteuri Berland & Millot, 1940
- Oecobius paulomaculatus Wunderlich, 1995
- Oecobius persimilis Wunderlich, 1987
- Oecobius petronius Simon, 1890
- Oecobius piaxtla Shear, 1970
- Oecobius pinoensis Wunderlich, 1992
- Oecobius przewalskyi Hu & Li, 1987
- Oecobius pseudodepressus Wunderlich, 1992
- Oecobius putus O. P.-Cambridge, 1876
- Oecobius rhodiensis Kritscher, 1966
- Oecobius rioensis Wunderlich, 1992
- Oecobius rivula Shear, 1970
- Oecobius rugosus Wunderlich, 1987
- Oecobius selvagensis Wunderlich, 1995
- Oecobius sheari Benoit, 1975
- Oecobius similis Kulczynski, 1909
- Oecobius sombrero Wunderlich, 1987
- Oecobius tadzhikus Andreeva & Tyschchenko, 1969
- Oecobius tasarticoensis Wunderlich, 1992
- Oecobius teliger O. P.-Cambridge, 1872
- Oecobius templi O. P.-Cambridge, 1876
- Oecobius tibesti Shear & Benoit, 1974
- Oecobius trimaculatus O. P.-Cambridge, 1872
- Oecobius unicoloripes Wunderlich, 1992